# Hector Denayer
Pour les articles homonymes, voir Denayer.
Hector Denayer, né le 8 avril 2005 à Verdun, est un nageur handisport français. Il est né avec une agénésie de la main gauche.

## Carrière
Il remporte une médaille de bronze aux championnats du monde ainsi que deux médailles d'argent lors des championnats d'Europe 2024.
Il participe à ses premiers Jeux paralympiques en 2024 où il remporte la médaille d'argent lors de l'épreuve du 100 mètres brasse SB9 et la médaille de bronze sur 200 mètres 4 nages SM9.

## Palmarès handisport

### Jeux paralympiques
- Jeux paralympiques d'été de 2024 à Paris
  -  Médaille d'argent du 100 m brasse SB9
  -  Médaille de bronze du 200 m 4 nages SM9

### Championnats du monde
- Championnats du monde de 2023 à Manchester
  -  Médaille de bronze du 100 m brasse SB9

### Championnats d'Europe
- Championnats d'Europe de 2024 à Funchal
  -  Médaille d'argent du 100 m brasse S9
  -  Médaille d'argent du 200 m quatre nages SM9

## Décorations
- Chevalier de l'ordre national du Mérite (2024)[4]